# Mahabo (Vohipeno)
Mahabo is een plaats en gemeente in Madagaskar gelegen in het district Vohipeno van de regio Vatovavy-Fitovinany. Er woonden bij de volkstelling in 2001 ongeveer 4.000 mensen.
In de plaats is alleen basisonderwijs beschikbaar. 99% van de bevolking is landbouwer en 0,5% houdt zich bezig met de veeteelt. Het belangrijkste gewas is koffie, maar er wordt ook wittekool, cassave en rijst verbouwd. 0,4% van de bevolking is werkzaam in de dienstensector en de overige 0,1% is werkzaam in de visserij.